# Okręgowy zarząd lasów państwowych (II RP)
Okręgowy zarząd lasów państwowych (II RP) – jednostka organizacyjna Ministerstwa Rolnictwa i Dóbr Państwowych, powołana w celu sprawowania zarządu nad lasami państwowymi. Funkcjonowała w latach 1920–1924. 

## Historia
Na podstawie rozporządzenia Rady Ministrów z 1920 r. w przedmiocie organizacji i zakresu działania okręgowych zarządów lasów państwowych powołano cztery zarządy i utworzono cztery okręgi zarządy lasów państwowych obejmujących określoną liczbę powiatów, w tym w: Warszawie, Radomiu, Siedlcach i Lwowie.
OZLP zostały zniesione z utworzeniem przedsiębiorstwa państwowego Polskie Lasy Państwowe w czerwcu 1924. 
Nazwa „okręgowy zarząd lasów państwowych” była ponownie stosowana od 1960 na określenie przedsiębiorstw lasów państwowych działających w okresie Polskiej Rzeczypospolitej Ludowej w latach 1950–1991. OZLP z tego okresu były od października 1956 jednostkami budżetowymi, a w 1958 przybrały formę przedsiębiorstw wielozakładowych podporządkowanych narodowemu planowi gospodarczemu. Okręgowe zarządy lasów państwowych zostały z dniem 1 stycznia 1992 przekształcone w regionalne dyrekcje lasów państwowych

## Zakres działania Zarządu
Do zakresu działania zarządu okręgowego lasów państwowych należało:
- administrowanie za pośrednictwem podległych organów lasami państwowymi oraz lasami prywatnymi, pozostającymi pod zarządem państwowym;
- zawieranie umów o sprzedaż drewna i materiałów tartych, o ile przedmiot sprzedaży w poszczególnym przypadku nie przekraczał 3 tys. m³  drewna użytkowego, 8 tys. m  drewna opałowego lub 800 m³ materiałów tartych,
- zawieranie umów o dzierżawę tartaków i innych zakładów przemysłowych oraz użytków ekonomicznych i innych nieruchomości, położonych w obrębie lasów państwowych lub przekazanych zarządowi okręgowemu lasów państwowych;
- zawieranie umów o dzierżawą polowania i rybołówstwa o ile czas trwania urnowy nie przekraczał 6 lat a czynsz roczny kwoty 50 tys. marek polskich;
- kupno i sprzedaż inwentarza żywego i martwego o ile cena kupna-sprzedaży nie przekraczała w ciągu jednego roku budżetowego kwoty 500 tys. marek polskich dla jednego nadleśnictwa;
- stawianie nowych budowli oraz naprawa istniejących o ile wysokość nakładu nie przekraczała w ciągu roku budżetowego kwoty 500 tys. marek polskich dla poszczególnego obiektu gospodarczego;
- zawieranie umów na dostawy z terminem nie dłuższym jak dwa lata, o ile należność za dostarczone przedmioty lub wynagrodzenie dostawcy nie przekraczała 500 tys. marek polskich;
- przedstawianie Ministerstwu Rolnictwa i Dóbr Państwowych do zatwierdzenia planów gospodarczych oraz projektów sposobu eksploatacji bogactw naturalnych;
- przedstawianie Ministerstwu Rolnictwa i Dóbr Państwowych do zatwierdzenia wniosków w przedmiocie cenników drewna oraz innych płodów i użytków leśnych, jak też zatwierdzenia płac zarobkowych - dziennych i akordowych;
- mianowanie i przenoszenie w obrębie okręgu urzędników oraz niższych funkcjonariuszów w granicach właściwego etatu osobowego i budżetu;
- przenoszenie na emeryturę na podstawie istniejących przepisów urzędników oraz funkcjonariuszów niższych szczebli;
- udzielanie urlopów poza urlopami wypoczynkowymi, urzędnikom i funkcjonariuszom niższym do 4 tygodni;
- udzielanie w granicach właściwych kredytów urzędnikom niższym funkcjonariuszom zapomóg,
- wykonywanie wszelkich czynności, jakie z istoty administrowania lasami wynikały oraz wykonywanie poleceń Ministra Rolnictwa i Dóbr Państwowych,
- przedstawianie Ministerstwu Rolnictwa i Dóbr Państwowych do zatwierdzenia szczegółowych sprawozdań oraz wniosków w sprawach, dotyczących nabywania, zbywania i obciążania,
- likwidacja serwitutów ciążących na lasach państwowych o ile nie przekraczały wartości 3 tys. m³ drewna użytkowego.

## Kierowanie Zarządem
Na czele zarządu okręgowego lasów państwowych stał naczelnik zarządu okręgowego, który kierował działalnością zarządu oraz wszystkimi podległymi mu urzędnikami i funkcjonariuszami niższych szczebli. Ponosił on odpowiedzialność za stan lasów w swoim okręgu, za wszelkie czynności podwładnych mu funkcjonariuszy, za wykonanie budżetu oraz za całą administrację okręgu. Jego bezpośrednim pomocnikiem w wykonaniu właściwych czynności urzędowych był inspektor okręgowy. Naczelnik zarządu mógł mu przekazać stałe pełnomocnictwo do rozstrzygania samodzielnego niektórych spraw.

## Skład Zarządu
Zarząd okręgowy lasów państwowych składał się z następujących oddziałów:
- gospodarczo-technicznego,
- prawno-administracyjnego,
- urządzania lasów,
- budowlano-technicznego,
- rachuby i kasowości.

Prócz tego, przy każdym zarządzie okręgowym czynna była kancelaria.

## Nadzór na Zarządem
Naczelne kierownictwo nad okręgowymi zarządami lasów państwowych oraz nadzór nad działalnością tych zarządów i organów im podwładnych wykonywało Ministerstwo Rolnictwa i Dóbr Państwowych za pośrednictwem Departamentu Leśnictwa.

## Zmiany w rozporządzeniu Rady Ministrów
W 1922 r. wprowadzono zmiany w rozporządzeniu Rady Ministrów polegające na innym sposobie obliczaniu wartości, jakie użytkownicy tracą przy likwidacji serwitutów oraz na podniesieniu norm pieniężnych przy sprzedaży  drewna.

## Powierzchnia lasów
Według danych Rocznika Statystycznego RR z 1927 roku w 1923 roku powierzchnia lasów wynosiła 7 946,3 tys. ha powierzchni ogółem, w tym:
- 2 486,4 tys. ha własność państwową,
- 5 289,9 tys. ha własność prywatna,
- 84,9 tys. ha własność kościelna,
- 85,1 tys. ha inna własność publiczna.